# 海岸通りのネコミミ探偵
『海岸通りのネコミミ探偵』（かいがんどおりのねこみみたんてい）は、2022年12月2日公開の日本映画。監督は進藤丈広。主演は牧島輝、相棒の探偵役に和田正人。湘南を舞台にペット専門探偵コンビの姿を描く。

## キャスト
- 猫塚照：牧島輝[4][5]
- 猿渡浩介：和田正人[4][5]
- 三浦祥子：星野真里[4][5]
- 三浦裕斗：菊池爽[4][5]
- 三浦隼人：尾関伸次[4][5]
- 大船真波：笠間優里[6]
- 徳井優[4][5]
- ベーコン（猫）[7]
- ぽんず（猫）[7]

## スタッフ
- 監督：進藤丈広[4][5][7]
- 脚本：金杉弘子[4][5][7]
- 原案・プロデュース：三木和史[4][5][7]
- 製作：河口芳佳、遠藤幹彦、菊池貞和[4][5][7]
- プロデューサー：杉内裕介、増田裕介、荻原麻衣、中村美香[4][5][7]
- 撮影：田島茂[4][5][7]
- 照明：鳥内宏二[4][5][7]
- 録音：中村雅光[4][5][7]
- 美術装飾：遠藤雄一郎[4][5][7]
- 衣装：高地郁美[4][5][7]
- ヘアメイク：原田真以子[4][5][7]
- 動物：菊田秀逸[4][5][7]
- 編集：田巻源太[4][5][7]
- 音楽：MOKU[4][5][7]
- 主題歌：「君が君でいられるように」（ポニーキャニオン）[8]

作詞・作曲：Rake / 編曲：Rake、EDWARD CREATION / 歌：三浦風雅
- 音響効果：橋本正明[4][5][7]
- 助監督：菊池俊次[4][5][7]
- 制作担当：矢口篤史[4][5][7]
- 特別協力：神奈川県オールトヨタ販売店（トヨタモビリティ神奈川、ウエインズグループ、横浜トヨペット、トヨタカローラ神奈川、ネッツトヨタ神奈川）
- 宣伝：とこしえ
- 制作・配給：ビデオプランニング[4][5][7]
- 製作：「海岸通りのネコミミ探偵」製作委員会（ミツウロコ、テレビ神奈川、ポニーキャニオン、ビデオプランニング）[5][7]